# Xã Rutherford, Quận Martin, Indiana
Xã Rutherford (tiếng Anh: Rutherford Township) là một xã thuộc quận Martin, tiểu bang Indiana, Hoa Kỳ. Năm 2010, dân số của xã này là 760 người.